# Balaguer
Balaguer este o localitate în Spania în comunitatea Catalonia în provincia Lleida. În 2006 avea o populație de 15.769 locuitori.

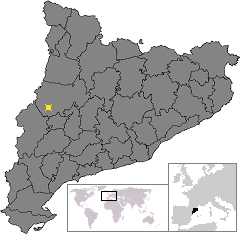
Balaguer

1. ↑  Nomenclátor Geográfico de Municipios y Entidades de Población (20240402 edition)
2. ↑   https://www.segre.com/noticies/comarques/2023/06/17/lorena_gonzalez_nova_paera_cap_balaguer_212050_1091.html Lipsește sau este vid: |title= (ajutor)
3. 1 2   http://www.idescat.cat/pub/?id=aec&n=925&t=2016 Lipsește sau este vid: |title= (ajutor)